# Cape Swansea
Cape Swansea är en udde i Kanada.   Den ligger i territoriet Nunavut, i den nordöstra delen av landet, 3 300 km norr om huvudstaden Ottawa.
Terrängen inåt land är lite kuperad. Havet är nära Cape Swansea åt nordväst. Trakten runt Cape Swansea är nära nog obefolkad, med mindre än två invånare per kvadratkilometer.. Det finns inga samhällen i närheten.
Trakten runt Cape Swansea består i huvudsak av gräsmarker.